# صالح البدري
صالح مهدي البدري (1893 - 1943) شاعر عراقي. ولد في مدينة سامراء وتعلم فيها ثم في المدرسة الرشدية ببغداد. عمل موظفاً في الدوائر العقارية (طابو) في عدد من المدن العراقية. كان يجيد اللغة التركية وقد ترجم منها إلى العربية وكان له إلمام بالفرنسية والفارسية. فاز بجوائز لمسابقات شعرية عراقية. ترك ديواناً شعرياً جمعه ولده وسّماه التمنيّات. توفي في بغداد

## سيرته
هو السيد صالح بن مهدي بن حسين بن ظاهر البدري، ولد سنة 1893م/ 1311 هـ في سامراء. ونشأ ببغداد وأكمل دراسته الأولية فيها وكان ذكياً مجداً في الأدب. جالس الشعراء واستفاد منهم مثل معروف الرصافي وجميل صدقي الزهاوي وعبد الرحمن البناء. تقلد عدة مناصب في مديرة «طابو» ثم التحق بالوظفية. ساهم مع أخيه محمود البدري في إنشاء مدرسة أهلية ببغداد سميت «مدرسة التهذيب الابتدائية الأهلية». وكان قد تعلّم التركية والفارسية والفرنسية. وله شعر كثير فيه الحنين والرقة تطرق إلى فنون وألوان جيدة. نشر قصائدة في الصحف العراقية قام ولده وليد صالح البدري بنشر ديوانه سنة 1959 وسماه ديوان التمنيّات وأعيد طبعه سنة 1961، وله أيضاً المجرمة البريئة أو حقيقة الخيال طبعه سنة 1928.

توفي صالح البدري في بغداد سنة 1943م / 1362 هـ.

## شعره
وصفه عبد العزيز البابطين في معجمه «تميل قصائده إلى إزجاء المعاني الأخلاقية في سياق قصصي، كما تنهض بعض القصائد على بنية المفارقة، وكلا الشكلين يساعدان على تقوية عنصر الوحدة في القصيدة. قصيدة «التمنيات» التي حمل الديوان اسمها - من المزدوج، عمل نفسي أخلاقي قام على التكرار والاختلاف، وانتهى إلى مفارقة أيضًا. امتداد القصيدة عنده أقرب إلى القِصَر، لغته سهلة ومعانيه قريبة.» 

## مؤلفاته
- التمنيّات، ديوانه، نشرت في 1959
- المجرمة البريئة أو حقيقة الخيال، 1928

## وصلات خارجية
- صالح البدري في بوابة الشعراء